# アルゼンチンアカエビ
アルゼンチンアカエビ （西: langostino rojo argentino、学名：Pleoticus muelleri）は、クダヒゲエビ科に属するエビの一種。体長は約15～20cm、75g、全身の赤い色が特長。南米アルゼンチン南部の深海に生息する。別名はパタゴニアエビ。

## 分布
本種は南米南東部、大西洋の南西部、特にパタゴニアに棲息する。生息域は大西洋沿岸の南緯20度、ブラジルエスピリトサント州からウルグアイ近海を経てアルゼンチンサンタクルス州の南緯50度付近に分布する。
かつてパタゴニアの個体群は単一の個体群とされていたが、2012年に3つの地域群に分かれていると提唱された。
- ラウソン沿岸 (43°30’S);
- サンホルヘ湾北部 (45°S);
- サンホルヘ湾南部 (47°S).

### シノニム
シノニムは以下の通り。
- Hymenopenaeus muelleri (Bate, 1888)
- Solenocera muelleri (Bate, 1888)
- Haliporus carinatus (Bouvier, 1905)
- Parartemesia carinata (Bouvier, 1905)
- Philonicus muelleri (Bate, 1888)
- Haliporus muelleri (Bate, 1888)

## 漁業
本種は南西大西洋における主要漁獲品種の一つで、アルゼンチンでの漁獲量は年12,000t前後である。近年トロール漁による幼生の乱獲や多魚種の混獲が問題となっており、サンホルヘ湾では本種の漁獲量キロあたり1.29kgのメルルーサが混獲された。

## 利用
刺身や塩焼きなどの基本的な料理から凝った料理まで比較的調理法を選ばない。トロール船によって漁獲後、船上で零下20度以下に急速冷凍後輸送される場合が殆どな為、刺身用途に売られるなど鮮度を活かせる場合が多い。解凍後、爪楊枝で背ワタを取り除いてから食す。